# Faisalábád
Faisalábád je město v pákistánské provincii Paňdžáb. Je třetím největším městem země po Karáčí a Láhauru, žijí v něm přes tři miliony obyvatel a počet lidí v celé jeho aglomeraci se odhaduje na sedm milionů. Rychle rostoucí město je centrem textilního (bývá označováno jako „Manchester Asie“), potravinářského a chemického průmyslu, má vlastní letiště a šest vysokých škol, z nichž nejvýznamnější je zemědělská univerzita založená roku 1906.
Město bylo založeno v roce 1890 jako opěrný bod pro britskou armádu a úřady díky strategické poloze na Grand Trunk Road. Dostalo název Lyallpur (česká transkripce Láilpur) podle tehdejšího paňdžábského guvernéra Jamese Broadwooda Lyalla. Bylo vytvořeno podle moderního urbanistického plánu: uprostřed je náměstí s hodinovou věží v historizujícím viktoriánském stylu, od něhož se paprskovitě rozbíhá osm hlavních bulvárů symbolizujících Union Jack. V roce 1977 bylo přejmenováno na počest saúdskoarabského krále Fajsala bin Abd al-Azíze, který poskytl Pákistánu rozsáhlou rozvojovou pomoc.
Město leží v nížině s horkým a suchým podnebím, výraznější dešťové srážky přináší pouze monzun v červenci a srpnu.